# Stephan Merl
Stephan Merl (* 7. September 1947 in Hamburg) ist ein deutscher Historiker. Sein Arbeitsgebiet ist die Osteuropäische Geschichte.

## Leben
Stepan Merl bestand das erste und zweite Staatsexamen 1975 und 1980 in Hamburg. 1979 promovierte er zum Doktor der Philosophie mit der Arbeit Der Agrarmarkt und die Neue Ökonomische Politik. Die Anfänge staatlicher Lenkung der Landwirtschaft in der Sowjetunion 1925-1928 an der Universität Hamburg.
Von 1980 bis 1982 hatte er ein Forschungsstipendium der Fazit-Stiftung in Frankfurt. In den folgenden sechs Jahren war er als wissenschaftlicher Mitarbeiter für Sozial- und Wirtschaftsgeschichte an der Freien Universität Berlin beschäftigt. Von 1988 bis 1990 arbeitete er als wissenschaftlicher Mitarbeiter am Zentrum für kontinentale Agrar- und Wirtschaftsforschung der Justus-Liebig-Universität Gießen.
1991 habilitierte er an der Freien Universität Berlin und war 1991 als Lehrstuhlvertreter für Vergleichende Gesundheits- und Sozialpolitik an der Justus-Liebig-Universität Gießen tätig. Ebenfalls 1991 wurde er als Professor für Osteuropäische Geschichte an die Universität Bielefeld berufen.
Merl ist Mitglied in der „American Association for the Advancement of Slavic Studies“, der „Bielefeld School for Historical Research“, der „Deutschen Gesellschaft für Osteuropakunde“, dem „Verband der Historiker und Historikerinnen Deutschlands“ und dem „Verband der Osteuropahistoriker“.

## Forschungsschwerpunkte

### Politische Kommunikation in Diktaturen
Ausgehend von der Frage, ob politische Kommunikation in Diktaturen überhaupt möglich ist, wurde festgestellt, dass es in Diktaturen immer ein Ziel der politischen Kommunikation war, eine Einigkeit zwischen Herrschenden und dem Volk herzustellen. Es wird auch die Frage gestellt, ob vielleicht der Kontrollverlust über die politische Kommunikation entscheidend für die Friedliche Revolution in der DDR und anderen Diktaturen des damaligen Ostblock war.

### Bittschriften als Form und Medium der politischen Kommunikation in Russland: Die UdSSR nach dem Zweiten Weltkrieg
In dem Projekt wird der Einfluss von Bittschriften aus der Bevölkerung an lokale und auch zentrale Adressaten auf den politischen Prozess in der Sowjetunion untersucht. Mit dem Ende des Stalinismus wurden Eingaben der Bevölkerung zu einer politischen Kommunikationsmethode des Regimes. Inwieweit es gelang, dass die Bevölkerung positiv im Sinne des Regimes durch die meist schnellen Antworten beeinflusst werden konnte, wird erforscht.

### Die Rolle der Genossenschaften im Prozess des „nation building“ in Russland, 1860–1930
Seit 2005 forscht Merl an der Rolle der Genossenschaften bei der Nationenbildung in Russland, wobei er auf viele seiner bisherigen Arbeiten zurückgreift. Insbesondere die Fragestellung, ob es vor der Oktoberrevolution Ansätze bäuerlicher Genossenschaften gab oder ob diese in der Sowjetunion von Anfang an nur staatliche Organisationen waren, wird untersucht.

### Agrarsektor und Lebensstandard im Industrialisierungsprozess Russlands und der Sowjetunion
Schon seit 1994 erforscht er die Entwicklung der sowjetischen Landwirtschaft unter dem Einfluss der Neuen Ökonomischen Politik, der Zwangskollektivierung und des stalinistischen Terrorsystems. Zu den Hauptthemen gehört dabei die Entwicklung des Lebensstandards der Bevölkerung in Abhängigkeit vom jeweiligen Wirtschaftssystem, die Beurteilung des Entwicklungspotentials der russischen Landwirtschaft und die spezielle Ausprägung beziehungsweise die Folgen des Stalinismus für den sowjetischen Agrarsektor. Das Ziel ist dabei die Herausarbeitung neuer Interpretationslinien anhand neuester Forschungsergebnisse für die gesamte Entwicklung seit Mitte des 19. Jahrhunderts.

### Die Entwicklung der Zivilgesellschaft in Russland seit dem ausgehenden 19. Jahrhundert
Zwischen 1993 und 2000 erforschte Merl, ob es in Russland vor dem Ersten Weltkrieg Anzeichen dafür gab, dass die bürgerliche Gesellschaft eine Entwicklung nachholen würde, die sie in westlichen Ländern schon in den 100 Jahren vorher vollzogen hatte. Dabei wurden auch Fragen zur längerfristigen Entwicklung Russlands hin zur Zivilgesellschaft gestellt.

### Stalinismus und Nationalsozialismus im Vergleich
Merl gewann neuere Erkenntnisse, die erst nach Öffnung der sowjetischen Archive möglich waren, und gab dazu auch Unterrichtsveranstaltungen. Er arbeitete daran, Parallelen und Unterschiede der nationalsozialistischen und stalinistischen Diktaturen aufzuzeigen.

### Die Konzipierung eines spezifisch sowjetischen Modells der Konsumgesellschaft unter Chruschtschow
Forschungen zur Entwicklung des Verbrauchsgüterkonsums in der Sowjetunion während der Zeit von Nikita Chruschtschow. Dieser hatte als Ziel formuliert, dass die Sowjetunion den Westen in der Produktion von Konsumgütern überholen sollte.

### Sowjetisierung und Entstalinisierung in Osteuropa, 1945–1990
Zwischen 1997 und 2001 erforschte Merl eine Neubewertung insbesondere der Zeit direkt nach dem Tod Stalins und unter besonderer Berücksichtigung von Lawrenti Beria mit dem erst nach dem Zusammenbruch der Sowjetunion neu verfügbaren Archivmaterial.

## Ehrungen
- 1998: Ehrendoktor der Universität Jaroslawl[1]
- 2003: Ehrendoktor der Staatsuniversität für Pädagogik in Ulan Bator[1]

## Schriften (Auswahl)

### Monographien
- Der Agrarmarkt und die neue ökonomische Politik, R. Oldenbourg Verlag, 1981, ISBN 3-486-50021-X (zugleich Dissertation)
- Die Anfänge der Kollektivierung in der Sowjetunion, Harrassowitz Verlag, 1985, ISBN 3-447-02507-7
- Bauern unter Stalin, Duncker & Humblot, 1990, ISBN 3-428-06903-X
- Sozialer Aufstieg im sowjetischen Kolchossystem der 30er Jahre?, Duncker & Humblot, 1990, ISBN 3-428-06788-6
- Politische Kommunikation in der Diktatur, Wallstein Verlag, 2012, ISBN 978-3-8353-1153-4

### Herausgeber
- Agrarwirtschaft und Agrarpolitik in der ehemaligen DDR im Umbruch, Duncker & Humblot, 1991, ISBN 3-428-07049-6
- Sowjetmacht und Bauern: Dokumente zur Agrarpolitik und zur Entwicklung der Landwirtschaft während des "Kriegskommunismus" und der neuen ökonomischen Politik, Duncker & Humblot, 1993, ISBN 3-428-07693-1